# 1725 CrAO
1725 CrAO è un asteroide della fascia principale. Scoperto nel 1930, presenta un'orbita caratterizzata da un semiasse maggiore pari a 2,9010582 UA e da un'eccentricità di 0,0938309, inclinata di 3,17080° rispetto all'eclittica.
L'asteroide è dedicato all'Osservatorio Astrofisico della Crimea.